# La Saison des hommes
La Saison des hommes (àrab: موسم الرجال , Mawsim al-rijāl) és una pel·lícula dramàtica franco-tunisiana del 2000 dirigida per Moufida Tlatli. Es va projectar a la secció «Un Certain Regard» del 53è Festival Internacional de Cinema de Canes. El títol de la pel·lícula, ‘L’estació dels homes', fa referència al mes de l'any que els marits de les dones arriben a l'illa de Djerba.

## Repartiment
- Rabia Ben Abdallah com a Aïcha (com a Rabiaa Ben Abdallah)
- Sabah Bouzouita com Zeineb
- Ghalia Benali com a Meriem (com a Ghalla Ben Ali)
- Hend Sabri com a Emna
- Ezzedine Gannoun com Said (com Ezzedine Guennoun)
- Mouna Noureddine com a Matriarca
- Azza Baaziz com Meriem de petita
- Lilia Falkat com a Emna de petita
- Adel Hergal com a Aziz
- Houyem Rassaa com a Zohra
- Kaouther Bel Haj Ali com a Fatma
- Néjib Belkadhi com a sami
- Jamal Madani com a Younes
- Sadok Boutouria com Am Ali
- Zakia Ben Ayed com a Regaya
- Wajiha Jendoubi com a Salwa

## Argument
Aïcha, una jove de 18 anys de l'illa Djerba, està casada amb Said, que treballa a Tunis durant gran part de l'any. Abans que pugui unir-se a ell a Tunis, Said demana que li doni un fill. A l'illa de Djerba, Aïcha viu sota el domini de la seva sogra , amb unes quantes esposes més, mentre els seus marits treballen a un altre lloc. Aïcha finalment dona a llum un fill i se li permet traslladar-se a Tunis amb el seu marit. Tanmateix, el seu fill Aziz té problemes de desenvolupament i és probable que sigui autista, cosa que fa que Saïd el rebutgi. L'Aïcha torna a Djerba, aquesta vegada amb el seu fill Aziz i les seves dues filles adultes. La pel·lícula utilitza flashbacks prolongats entre Aïcha i les seves filles petites que vivien a Djerba abans del naixement d'Aziz i després escenes del present, on Aziz té uns vuit anys, just abans de tornar a Djerba. La pel·lícula acaba amb l'Aïcha i l'Aziz treballant junts al teler, fent tapissos que ven l'Aïcha. Finalitza amb la marxa de la filla petita d'Aïcha, Emna, mentre que Aïcha i Aziz viuen junts a Djerba.

## Personatges principals
- Aïcha: el personatge principal. Està casada amb Saïd i té una forta voluntat i una ment pròpia. Encara que lluita, vol la millor vida per als seus fills.
- Saïd: el marit d'Aïcha. Treballa a Tunis i fa que l'Aïcha visqui a Djerba fins que ella li dona un fill.
- Meriem: filla gran d'Aïcha. Quan era petita, un home va intentar violar-la quan tornava a casa de l'escola. Lluita amb els malsons i la por als homes, tot i que ha optat per viure una vida tradicional, amb un marit amable, a diferència de la seva germana Emna.
- Emna: la filla menor de l'Aïcha. És molt una rebel i al final de la pel·lícula, decideix marxar de Djerba, després d'adonar-se que l'home gran i casat amb qui està dormint no li donarà la vida que vol.
- Aziz: fill d'Aïcha, que probablement pateix algun tipus d'autisme i té dificultats per comunicar-se.

## Recepció crítica
Pierre Murat, a Télérama, creu que «després de Les Silences du palais, Moufida Tlatli torna a pintar l'esclavitud implacable i dolça de les dones tunisianes i parla d'una pel·lícula valent, agosarada, que probablement no agradarà a les autoritats tunisianes.»
Segons Abécédaire du cinéma tunisien, la pel·lícula conté malentesos i tòpics, i la imatge que es presenta de les dones tunisianes és «arcaica, clarament per sota de les realitats del passat i del present.»

## Distincions
La pel·lícula es presenta a la selecció oficial a la secció «Un certain regard» al 53è Festival Internacional de Cinema de Canes. Va rebre el Gran Premi IMA a la 5a Biennal de Cinema Àrab de París, i el premi d'honor als festivals de Stuttgart, Torí i Namur. En la XXI edició de la Mostra de València va guanyar la Palmera de Plata a la millor pel·lícula i una menció a la millor actriu.